# Carlo Giuseppe Guglielmo Botta
Pour les articles homonymes, voir Botta.
Carlo Giuseppe Guglielmo Botta né en 1766 à San Giorgio Canavese, dans l'actuelle province de Turin, au Piémont et mort en août 1837 à Paris est un historien et un médecin italien.

## Biographie

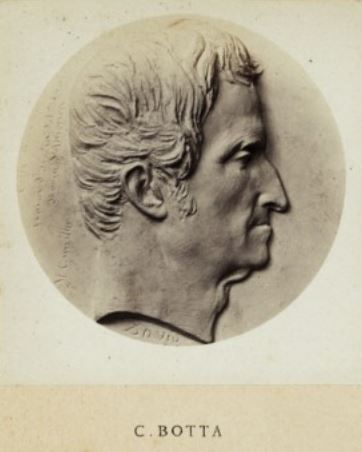

Il étudie la médecine à l'université de Turin où il devient médecin à 20 ans.
Mêlé aux événements politiques de l'Italie, il est arrêté en 1792 et doit s'exiler en 1794. Il se réfugie en France où il devient médecin aux armées des Alpes et d'Italie. En 1798, il accompagne l'expédition française qui s'empare des îles Ioniennes. En 1799, il fait partie du Gouvernement provisoire de la Nation piémontaise établi par le général Joubert.
Membre du Jury d'instruction publique de la 27e division militaire, il contribue à la reforme de l'enseignement en Piémont suivant les lois françaises, mais leur travail de reforme est abruptement arrêté au moment que Jourdan est remplacé par Jacques-François de Menou comme administrateur de Piémont et que la jury est accusé de fraude. Destitués, les trois membres du jury écrivent un rapport apologétique de leurs activités,.
Après la réunion du Piémont à la France, il est nommé membre du corps législatif (1803) par les électeurs du département de la Doire. Après la chute de l'Empire, il devient recteur sous la Restauration des Académies de Nancy et de Rouen mais est destitué en 1822. En 1830, il refuse les offres du gouvernement lui proposant de reprendre ses anciennes fonctions.
Son fils est l'archéologue Paul-Émile Botta (1802-1870).

## Œuvres
Comme historien, Botta est l'émule de Francesco Guicciardini, dont il a complété l'œuvre.
- Storia naturale e medica dell'Isola di Corfù (1798) ;
- une traduction italienne de Borns Joannis Physiophuli specimen monachologiae (1801) ;
- Souvenirs d'un voyage en Dalmatie (1802) ;
- Storia della guerra dell'Independenza d'America (1809) ; (Histoire de la guerre de l'indépendance des États-Unis) ;
- Camillo, un poème (1815) ;
- Storia d'Italia dal 1789 al 1814 (1824, nouvelle édition, Prato, 1862); (Histoire de l'Italie depuis 1780 jusqu'en 1814) ;
- Storia d'Italia in continuazione al Guicciardini (1832, nouvelle édition, Milan, 1878) ; (Histoire de l'Italie continuée depuis la fin de l'Histoire de Guichardin jusqu'en 1789, 10 volumes - in 8 : ce dernier est son principal titre).
- Carlo Botta a Corfù: scritti inediti, pubblicati in occasione del trasferimento delle sue ceneri da Parigi in S. Croce di Firenze, per cura di Carlo Dionisotti [lire en ligne], (1875)

Ses ouvrages écrits en italien, ont été traduits en français.